# Dasyhelea lugensis
Dasyhelea lugensis är en tvåvingeart som beskrevs av Brodskaya 1995. Dasyhelea lugensis ingår i släktet Dasyhelea och familjen svidknott. Inga underarter finns listade i Catalogue of Life.